# Муквич Юрій Миколайович
Ю́рій Микола́йович Му́квич (нар. 22 липня 1964, Ніжин, Чернігівська область) — український актор театру і кіно, генеральний директор-художній керівник Ніжинського академічного українського драматичного театру імені М. Коцюбинського. Заслужений працівник культури України (2007).

## Життєпис
Народився 22 липня 1964 року в м. Ніжині Чернігівської області у родині вчительки та службовця. У 1982—1994 роках служив на офіцерських посадах у ЗС спочатку СРСР, а потім України.
1986 року закінчив Сумське вище артилерійське командне училище. 2009 року закінчив навчання у Національній академії керівних кадрів культури і мистецтв (факультет виставкової та рекламної діяльності).
З 1994 року кардинально змінив професійне спрямування і своє життя пов’язав із театром. Спочатку працював головним адміністратором Ніжинського академічного українського драматичного театру імені М. Коцюбинського (1994—1995), потім заступник директора з комерційної діяльності (1995—1997), заступник директора-головним інженером (1997—2000), артистом драми, директором театру (з 2000 р.), з 2017 р. і дотепер — генеральний директор-художній керівник театру. Також є головою первинного осередку Національної спілки театральних діячів України у Ніжинському театрі.

## Роботи в театрі
- «Нескорена, або Марія Заньковецька» І. Рябокляча — М. Кропивницький
- «Кажуть, що під Новий рік» А. Соколенко — Карабас-барабас
- «Свято Святого Миколая» І. Франка — Святий Миколай
- «Сорочинський ярмарок» М. Гоголя — Кум Цибуля
- «Містер Іцик» О. Петрова — Соломон
- «Ці вільні метелики» Л. Герша — Ральф Остін
- «Інтриги коханців» А. Горіна, Є. Яворського — Бухарець
- «Собор Паризької Богоматері» В. Гюго — Пастор
- «Приборкання норовливої» В. Шекспіра — Петручіо
- «Ханума» А. Цигареллі — Князь Вано Пантіашвілі
- «Дванадцята ніч» В. Шекспіра — Сер Тоббі
- «Весілля в Малинівці» Л. Юхвіда — Яшка-артилеріст
- «Дім божевільних» Е. Скарпетта — Рафаелле
- «Ніч під Івана Купала» М. Старицького — Грицько
- «Аладін» А. Соколенко — Султан
- «Золотий півник» О. Пушкіна — Чаклун
- «Найбільший грішник» В. Герасимчука — Іван Кулик
- «Квартет для двох» А. Крима — Євген
- «Циганка Аза» М. Старицького — Дудка Апраш
- «Кохання, як у казці» А. Гродовської — Принц-син
- «Глядачам дивитись заборонено» Ж. Маршана — Режисер
- «І знов спитаємо Шевченка» А. Соколенко — Старий козак
- «І знов про головне» А. Соколенко — Граф Бартелло
- «Три Діди Морози» Н. Абрамцевої — Дід Томптен
- «Амор. Кохано. Італьяно» А. Ніколаї — Маріо
- «Чи є у Світла тінь?» М. Булгакова — Дідусь, Воланд
- «Лісова пісня» Л. Українки — Режисер, Лісовик
- «З Новим роком! На Олімпі!» А. Соколенко — Діоніс
- «Безіменна Зірка» М. Себастіана — Гріг
- «Одруження» М. Гоголя — Яічниця
- «Жінок не можна не кохати» А. Соколенко за Є. Шварцом — Чарівник
- «Стриптиз» О. Марданя — Ігор
- «Сватання на Гончарівці» Г. Квітки-Основ'яненка — Прокіп Шкурат
- «Хотів би птахом бути я твоїм» А. Соколенко — Король, Духи замку
- «Берендіївські новорічні вечорниці» А. Соколенко за О. Островським — Дідусь Снігуроньки
- «Як козаки на Олімпі побували» А. Соколенко — Діоніс
- «А ми вас обдурили, або Lesbiyanky.net» Н. Коломієць — Батько Софії
- «Пробач мені…, або замовляю любов» Т. Іващенко — Депутат
- «Ніч перед Різдвом» М. Гоголя — Пацюк
- «Ніч на полонині» О. Олеся — Дід
- «Остання любов Т. Шевченка, або Грішниця» О. Забарного — М. І. Костомаров
- «Борітеся-поборете» за творами Т. Шевченка — Козак
- «Кохай і завжди будь собою» за Є. Шварцом — Хазяїн
- «У карнавальну ніч» за Б. Ласкіним та В. Поляковим — Дядько Жора
- «Останній гречкосій» О. Огородника — Михайло Рибалко
- «Безодня» О. Огородника — Назар Пантелюк
- 2018 — «Експериментаріум» за п'єсою «На початку і наприкінці часів» Павла Ар’є; реж. версія Олексія Кравчука, постановники Алла Соколенко та Олексій Хорошко — Баба Пріся
- «Фея гіркого мигдалю» І. Кочерги — Василь Дзюба
- «Літаючі жінки» за М. Камолетті — Гаррі

## Нагороди
- 2002 — відзнака Міністра культури і мистецтв України «За особистий внесок у розвиток культури та мистецтва України»;
- 2004 — відзнака Міністерства культури «За досягнення в розвитку культури і мистецтв»;
- 2005 — краща чоловіча роль на Міжнародному театральному фестивалі «Слов'янські театральні зустрічі» (м. Чернігів);
- 2007 — Заслужений працівник культури України[1];
- 2012 — відзнака Президента України — ювілейна медаль «20 років незалежності України»[2];
- 2017 — відзнака Патріарха ПЦУ — Орден «Святого Миколи Чудотворця»;
- 2019 — номінація «Акторська майстерність» на театральному фестивалі «Мельпомена Таврії» (м. Херсон);
- 2019 — І Обласний відкритий фестиваль театрального мистецтва «Театральна брама» (м. Маріуполь) — Краща чоловіча роль (баба Пріся у виставі «Експериментаріум»).